# Carpin
Carpin ist eine Gemeinde im Landkreis Mecklenburgische Seenplatte im Süden Mecklenburg-Vorpommerns (Deutschland). Sie wird vom Amt Neustrelitz-Land mit Sitz in der nicht amtsangehörigen Stadt Neustrelitz verwaltet.

## Geografie
Das Gemeindegebiet von Carpin liegt im Naturpark Feldberger Seenlandschaft, der Südteil mit dem 101 Meter hohen Galgenberg und dem Schweingartensee im östlich von Neustrelitz liegenden Ableger des Müritz-Nationalparkes. Neben dem Rödliner See, der nicht zum Gemeindegebiet gehört, ist das Gebiet durch viele weitere Seen, so den Schweingartensee und den Carpiner See innerhalb der Mecklenburgischen Seenplatte sowie einer hügeligen, im Westen sehr waldreichen Landschaft gekennzeichnet. Höchster Punkt im Gemeindegebiet sind die Serrahner Berge mit 113,7 m ü. NHN.
Umgeben wird Carpin von den Nachbargemeinden Blankensee im Norden, Grünow im Osten, Feldberger Seenlandschaft im Südosten, Wokuhl-Dabelow im Süden, Neustrelitz im Westen sowie Blumenholz im Nordwesten.

## Gemeindegliederung
Zur Gemeinde gehören die Ortsteile
| - Bergfeld - Carpin - Georgenhof - Goldenbaum - Thurow - Zinow | und die Wohnplätze - Dianenhof - Goldenbaumer Mühle - Serrahn - Steinmühle |

## Geschichte
Carpin wurde erstmals in einer Urkunde vom 3. Februar 1393 zusammen mit benachbarten Dörfern (u. a. Bergfeld und Goldenbaum) genannt. Bergfeld ist noch länger urkundlich belegt (s. u.), doch kann bei Carpin und Goldenbaum wegen ihrer slawischen (genauer: polabischen) Benennung von einem bedeutend höheren Alter ausgegangen werden. Willich leitet den Namen von slaw. karp „Karpfen“ ab und geht davon aus, dass er vom See auf den Ort übertragen wurde.
Im Gemeindegebiet Carpins wurden im Jahre 1996 archäologische Untersuchungen durchgeführt, in deren Ergebnis Siedlungsreste dokumentiert werden konnten, die bis 4000 Jahre vor Christus datiert worden sind. Damit befindet sich der Ort Carpin wohl auf dem ältesten bekannten Siedlungsgebiet in Mecklenburg. In Bergfeld sind bei Grabungen auch steinzeitliche Funde entdeckt worden.
Bergfeld ist bereits 1322 erstmals als Berkvelde belegt, was niederdeutsch für „Birkenfeld“ steht und erst später in den heutigen Sinn umgedeutet wurde.
Goldenbaum erschien in der oben erwähnten Urkunde von 1393 erstmals als Goldenbowe (siehe auch andere mecklenburgische Dörfer dieses Namens). Der Name ist ursprünglich ebenfalls polabisch: abgeleitet von goląb „Taube“, was sich tatsächlich auf die Vögel bezogen haben oder auch Beiname eines Gründers/Bewohners gewesen sein kann. Die deutschen Siedler verstanden den Namen nicht und deuteten ihn zur heutigen Form um.
Besonders auffallend ist, dass Carpin und einige Nachbarorte (wie Serrahn und Bergfeld) keine Kirchen haben. Diese wurden im Dreißigjährigen Krieg zerstört und danach nicht wiederaufgebaut.
In Carpin errichtete Großherzog Georg 1833 das Jagdhaus Schweizerhaus, in dem er 1860 auch verstarb. Das Jagdhaus wurde Pfingsten 1945 durch Brandstiftung zerstört.

## Eingemeindungen
Am 1. Juli 2002 wurden aus der aufgelösten Gemeinde Rödlin-Thurow die Orte Thurow und Zinow aus- und in die Gemeinde Carpin eingegliedert.

## Politik

### Wappen
| Wappen von Carpin | Blasonierung: „Geteilt durch einen goldenen Schräglinksbalken, belegt mit sechs grünen Buchenblättern, oben in Rot ein schräg fliegender silberner Seeadler mit ausgebreiteten Flügeln, unten in Blau ein silberner Karpfen.“ |
| Wappen von Carpin | Wappenbegründung: Durch den Karpfen als redendes Element wird die Bedeutung des slawischen Ortsnamens wiedergegeben. Er bedeutet so viel wie Karpfenteich. Der Seeadler ist das Zeichen für den Müritz-Nationalpark, die Buchenblätter stehen für den Wald auf dem Gemeindegebiet, insbesondere den Buchenbestand der Serrahner Berge, der seit dem Jahr 2011 zum UNESCO-Weltnaturerbe gehört. Früher war es Jagdgebiet der Mecklenburg-Strelitzer Herzöge, zu DDR-Zeiten Staatsjagdgebiet. Die Buchenblätter weisen anhand einer Zahlensymbolik auf die sechs Ortsteile der Gemeinde hin. Das Wappen und die Flagge wurde von dem Carpiner Stefan Schuster entworfen und vom Neubrandenburger Andreas Meenke gestaltet. Es wurde zusammen mit der Flagge am 13. August 2013 durch das Ministerium des Innern genehmigt und unter der Nr. 348 der Wappenrolle des Landes Mecklenburg-Vorpommern registriert. |

### Flagge
Die Flagge ist quer zur Längsachse des Flaggentuchs von Blau, Weiß und Rot gestreift. Der blaue und rote Streifen nehmen jeweils ein Fünftel der Länge des Flaggentuchs ein, der weiße Streifen drei Fünftel. In der Mitte des weißen Streifens liegt das Gemeindewappen, das zwei Drittel der Höhe des Flaggentuchs einnimmt. Die Höhe des Flaggentuchs verhält sich zur Länge wie 3:5.

### Dienstsiegel
Das Dienstsiegel zeigt das Gemeindewappen mit der Umschrift „GEMEINDE CARPIN * LANDKREIS MECKLENBURGISCHE SEENPLATTE“.

## Sehenswürdigkeiten
- Domänenpächterhaus im Ortsteil Bergfeld (ursprünglich Witwensitz der Strelitzer Herzogin Christiane Emilie von Schwarzburg-Sondershausen)[10]
- Alte Schmiede in Bergfeld – seit 1985 mit Heimatstube und seit den 1990er Jahren Informationsstelle für den Müritz-Nationalpark
- Der Buchenwald Serrahn im Gemeindegebiet von Carpin gehört zu den Alten Buchenwäldern und Buchenurwäldern der Karpaten und anderer Regionen Europas
- Im Wald bei Goldenbaum ist die rund 700-jährige Goede-Gendrich-Eiche zu finden, die an den beliebten Jagdschriftsteller und Forstmann erinnert. Er hatte von 1923 bis 1927 als Sohn des Försters in Goldenbaum gewohnt.
- Hügelgräber im Wald südlich von Goldenbaum

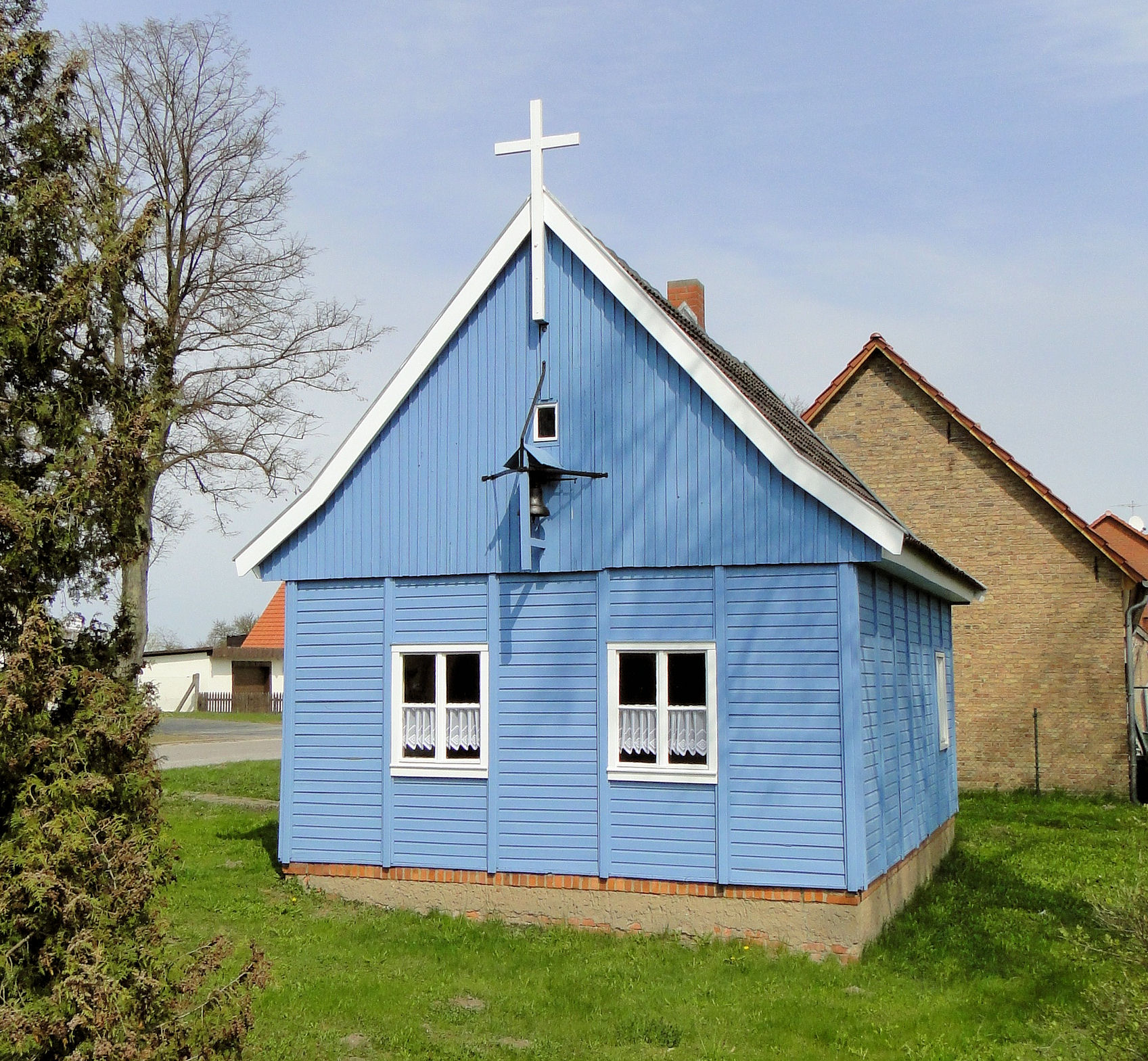
Kapelle in Carpin
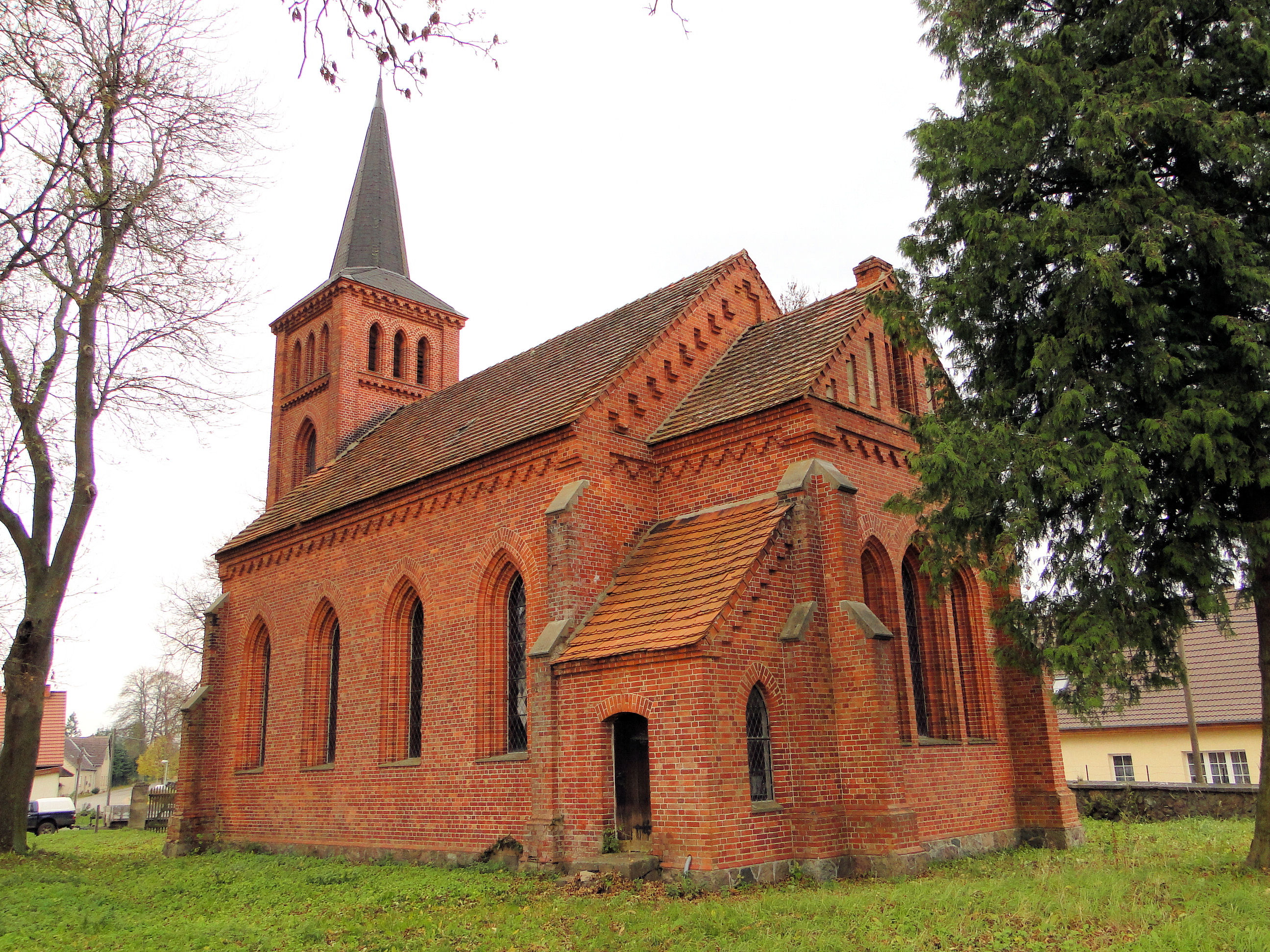
Kirche in Goldenbaum
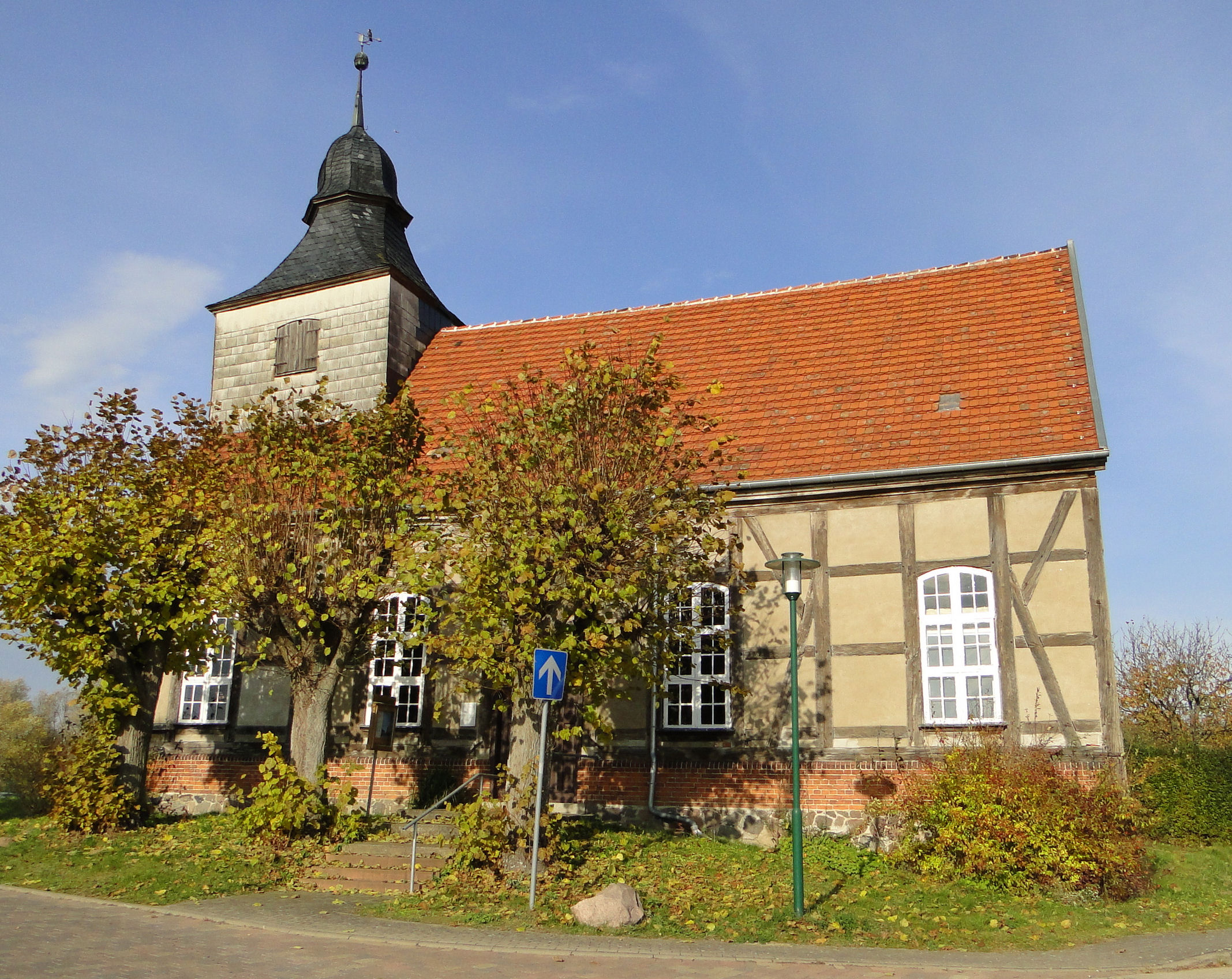
Kirche in Thurow
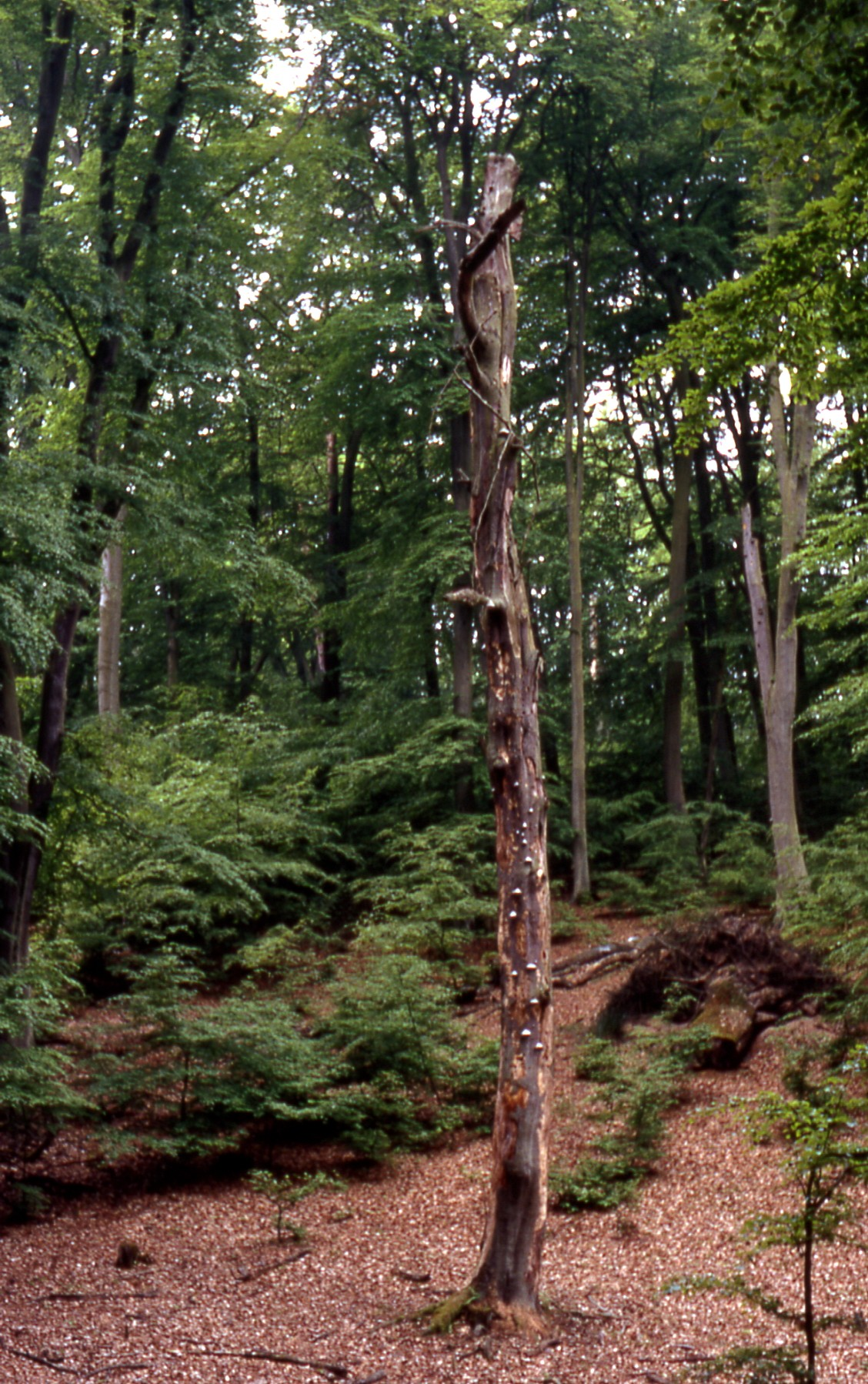
Buchenwald Serrahn

## Verkehrsanbindung
Durch die Gemeinde führt die Bundesstraße 198 von Neustrelitz ins uckermärkische Prenzlau. Auch die Bahnstrecken Neustrelitz–Thurow und Thurow–Feldberg, deren Betrieb im Jahr 2000 eingestellt wurde, führen durch Gemeindegebiet. Die nächsten Bahnhöfe befinden sich heute in Blankensee und Neustrelitz, die Anbindung an Neustrelitz wird täglich mit den Linienbussen der MVVG sichergestellt.